# جيفري شو
جيفري شو (5 يونيو 1924م - 11 أبريل 2019م) (بالإنجليزية: Geoffrey Chew)‏ هو فيزيائي من الولايات المتحدة الأمريكية. ولد في واشنطن العاصمة .
شارك في مشروع مانهاتن .وهو عضواً في الأكاديمية الوطنية للعلوم، والأكاديمية الأمريكية للفنون والعلوم .

## التعليم
تعلم في جامعة شيكاغو

## مناصب وهيئات
أدار جامعة كاليفورنيا، بركلي.